# Raşit Meredow
Raşit Öwezgeldiýewiç Meredow (cirílico: Рашит Өвезгелдиевич Мередов; Asgabade, 24 de maio de 1960) é um político e diplomata turquemeno atual ministro das relações exteriores desde 2001 e vice-presidente do Turquemenistão desde 2007.
Nascido na família de um advogado, Meredow estudou na Universidade Estatal de Moscou na faculdade de direito. Ele fez carreira diplomática no Turquemenistão. Em 2007, logo após a morte do presidente Saparmyrat Nyýazow, ele foi nomeado vice-primeiro-ministro responsável pela polícia e pelo exército.

## Biografia
Raşit Meredow nasceu em Asgabade em 24 de maio de 1960. Seu pai, Öwezgeldi, era um cientista e advogado turquemeno. Sua mãe é, por outro lado, uma etnia azerbaijana. Os parentes de Meredow por parte da mãe vivem na cidade de Mary, onde ela mesma passou a infância antes de se mudar para Asgabade. A irmã de Meredow e parentes próximos vivem em Mary, com sua irmã ensinando em uma escola local.
Em 1977, ele ingressou no Departamento de Direito da Universidade Estatal de Moscou. Em 1982, ele começou como professor no departamento de direito civil e processo civil da Universidade Estadual do Turquemenistão. Entre 1984 e 1987, ele estudou como estudante de pós-graduação na Universidade Estatal de Moscou. Ele tem mestrado em direito. Entre 1987 a 1990, foi professor titular do Departamento de Direito Civil e Processo Civil da Universidade Estadual do Turquemenistão. Entre 1990 a 1991, ele foi consultor-chefe, chefe de setor e chefe de departamento no Ministério da Justiça do Turquemenistão. Começando em 1991, ele trabalhou como chefe do departamento de agências de aplicação da lei do conselho para a coordenação das agências de aplicação da lei sob o presidente do Turquemenistão. A partir de março de 1993, ele trabalhou como chefe do departamento jurídico no escritório do presidente do Turquemenistão. A partir de dezembro de 1994, ele foi presidente do comitê jurídico do Mejlis. A partir de 1996, ele foi vice-diretor do Instituto Nacional de Democracia e Direitos Humanos do Turquemenistão.
Em maio de 1999, foi nomeado primeiro Vice-ministro das Relações Exteriores. Em dezembro de 1999, ele foi nomeado primeiro vice-presidente do Mejlis. Em maio de 2001, ele foi eleito presidente do Mejlis.  Em julho de 2001, ele foi nomeado Ministro das Relações Exteriores do Turquemenistão. A partir de agosto de 2001, ele simultaneamente desempenhou funções de diretor do Instituto Nacional de Democracia e Direitos Humanos do Turquemenistão. De 2003 a 2005, ele trabalhou como Vice-presidente do Gabinete de Ministros do Turcomenistão. Ele foi premiado com as medalhas "Pelo amor à Pátria" e "Gayrat" e o pedido de "Galkynysh".
Ele fala russo e inglês fluentemente fora de sua língua nativa turquemena.

## Vertambém
- Vice-presidente do Turquemenistão